# Seznam afganistanskih generalov
Seznam afganistanskih generalov.

## A
- Hadži Almas

## D
- Abdul Kadir Dargawal
- Mohamed Daud Khan
- Ahmed Durani
- Abdul Rašid Dostum (Uzbek)
- Baba Džon

## K
- Akbar Kan
- Sultan Ali Keshtmand

## M
- Nazar Mohammad

## R
- Ghulam Haidar Rasuli